# Ка Бонетини (Модена)
Ка Бонетини (итал. Ca' Bonettini) је насеље у Италији у округу Модена, региону Емилија-Ромања.
Према процени из 2011. у насељу је живело 213 становника. Насеље се налази на надморској висини од 168 м.